# 短柄粉条儿菜
短柄粉条儿菜（学名：Aletris scopulorum）为百合科粉条儿菜属下的一个种。